# 356

## Esdeveniments
- Germània: Julià l'Apòstata, encara essent cèsar de Constanci II, lluita contra les tribus germàniques i els venç a Autun, Colònia i Sens.
- Rècia: Els iutungs envaeixen la província i destrueixen Castra Regina.
- Besiers, Gàl·lia Narbonesa: Concili de Beziers celebrat a la ciutat es decideix el desterrament d'Hilari de Poitiers i de Rodani de Tolosa.
- Antioquia de l'Orontes, Província romana de Síria: Al concili que s'hi celebra, els arrians deposen Gregori de Capadòcia com a patriarca d'Alexandria i el substitueixen per Jordi de Capadòcia, ambdós de confessió arriana.

## Necrològiques
- Mont Colzim, Província romana d'Egipte: Antoni Abat, monjo pioner de l'eremitisme.
- Alexandria, Província romana d'Egipte: Isaac de Tifre, eremita copte i sant.